# Albert Schaal
Albert Schaal (ur. 1908, zm. ?) – zbrodniarz nazistowski, członek załogi niemieckiego obozu koncentracyjnego Dachau i SS-Rottenführer.
Z zawodu policjant. 1 sierpnia 1944 przydzielono go do obozu Dachau i po kilku dniach skierowano go do służby w podobozie Kaufering I, gdzie pozostał do 12 marca 1945. Pełnił służbę wartowniczą i konwojował drużyny robocze złożone zarówno z mężczyzn, jak i kobiet.
W procesie członków załogi Dachau (US vs. Albert Schaal i inni), który miał miejsce w dniach 13–14 marca 1947 przed amerykańskim Trybunałem Wojskowym w Dachau skazany został na 10 lat pozbawienia wolności. Trybunał ustalił bowiem, iż oskarżony wielokrotnie znęcał się nad wieźniami (także kobietami) i składał na nich karne raporty za drobne przewinienia.